# Coussarea antioquiana
Coussarea antioquiana är en måreväxtart som beskrevs av Charlotte M. Taylor. Coussarea antioquiana ingår i släktet Coussarea och familjen måreväxter.
Artens utbredningsområde är Colombia. Inga underarter finns listade i Catalogue of Life.